# Premio la Moda Veste la Pace
Il Premio la Moda Veste la Pace è un riconoscimento pubblico fondato nel 2012 dall’associazione di promozione sociale African Fashion Gate ETS, patrocinato dal Parlamento Europeo, dalla Camera Nazionale della Moda Italiana, dall’UNAR e dalla Federazione Italiana Giuoco Calcio, che viene conferito a figure della Moda o di settori ad essa connessi, che si sono distinte per l’impegno verso l’inclusione o contro la discriminazione e il razzismo.

## Cerimonia
La cerimonia si celebra due volte l’anno a Bruxelles, presso la sede del Parlamento Europeo o in Roma presso la sede della Rappresentanza Italiana della Commissione Europea.

## Premiati
Nel tempo il Premio la Moda Veste la Pace è stato conferito a giornalisti della moda come Franca Sozzani compianta direttrice di Vogue Italia, agli stilisti Valentino Garavani, Giorgio Armani, Vivienne Westwood, Renzo Rosso, alla top model e attrice Naomi Campbell, all'Amministratore delegato del Gruppo Bulgari Jean Christophe Babin, al presidente della Camera Nazionale della Moda Italiana Carlo Capasa, a Santo Versace, alla vice presidente di OTB foundation Arianna Alessi, a Massimo Leonardelli e Piero Piazzi fondatori dell’associazione di promozione sociale To Get There, ma anche a figure appartenenti ad altri settori, come Gabriele Gravina, presidente della Federazione Italiana Giuoco Calcio, Paolo Del Brocco Amministratore delegato di Rai Cinema, al direttore del quotidiano La Stampa  Massimo Giannini, al campione mondiale di motociclismo Franco Morbidelli, al calciatore dell’Associazione Sportiva Roma Ebrima Darboe, al tiktoker Khaby Lame, al gruppo musicale Simple Minds ed a Makaziwe Mandela figlia del Premio Nobel per la Pace Nelson Mandela che dal 18 luglio 2022 è Presidente Onorario di African Fashion Gate.
Nel 2020, un particolare riconoscimento è stato conferito a Wikimedia Italia per le sue attività a sostegno delle istituzioni culturali nell'aiutarle a trovare nuovi spazi di visibilità on-line.

## Trofeo
È un'opera del designer Axel P che raffigura la silhouette di una modella africana alata da un ramo di ulivo per simboleggiare la vittoria del discriminato sul pregiudizio, ricordando, attraverso l'impronta digitale incisa sul corpo, l'insopprimibile diritto alla propria identità. Il trofeo è stato progettato e viene realizzato interamente in Italia secondo i principi dell'eco-design e dello sviluppo sostenibile.

## African Fashion Gate
African Fashion Gate è un'associazione di promozione sociale, con rappresentanti in Europa, Africa, Nord America e Sud America.  È promotrice di iniziative culturali, tra le quali appunto Il Premio la Moda Veste la Pace e interventi legislativi contro le superstiti forme ed episodi di razzismo, discriminazione ed esclusione nel mondo della moda, delle Arti, dello Spettacolo e dello Sport. L’associazione, indicata anche con l’acronimo AFG, è iscritta al Registro Unico Nazionale Terzo Settore e all’UNAR.